# سیجی کاواکامی
سیجی کاواکامی (انگلیسی: Seiji Kawakami؛ زادهٔ ۲۰ ژوئن ۱۹۹۵) بازیکن فوتبال اهل ژاپن است.